# Tiber-Ölfeld
Das Tiber-Ölfeld ist ein unterseeisches Offshore-Ölfeld im Golf von Mexiko. Entdeckt von BP im September 2009 und von der Presse als „gigantischer“ Fund beschrieben, sollen in ihm 4 bis 6 Milliarden Barrel Erdöl lagern (zum Vergleich: Ein Fund gilt ab 250 Millionen Barrel Kapazität als „riesig“).
Um das Feld für die Ölförderung erschließen zu können, musste erst ein 10.685 m tiefes Bohrloch in einer Meerestiefe von 1.260 m angelegt werden, was gleichzeitig die weltweit tiefste Bohrung ihrer Art war.

## Beschreibung
Das Tiber-Ölfeld liegt im unterseeischen Keathley Canyon, etwa 400 km südöstlich von Houston, Texas und 480 km südwestlich von New Orleans.
Die ölführenden Schichten stammen hier aus dem Paläogen, sind also zwischen 23 und 65 Millionen Jahre alt. Tiber ist erst das 18. in Erschließung befindliche Feld aus dieser Zeit, und Bohrungen in diese Formationen gehören heute zu den technisch anspruchsvollsten. Viele dieser tiefen Öllagerstätten im Golf von Mexiko sind außerdem unter kilometerdicken Salzablagerungen begraben, was zu weiteren Problemen bei Bohrungen führen kann. BP hat hier aber bereits spezielle Techniken entwickelt, die diese Schwierigkeiten umgehen.
Öl aus dem Tiber-Feld zählt zu den sogenannten leichten Rohölen, das heißt, es besitzt eine geringe Dichte und Viskosität. Es ist also bei Raumtemperatur nicht zäh, sondern flüssig und besitzt auch einen niedrigen Siedebereich, da es besonders viele kurzkettige Moleküle besitzt. Leichtes Rohöl ist teurer als schweres, da es besonders große Anteile von Rohbenzin und Rohdiesel enthält, bzw. sich bei der Raffination leicht hohe Ausbeuten von Benzin oder Diesel erhalten lassen.
Erste Schätzungen zu den förderbaren Mengen belaufen sich auf 20 bis 30 %. Nachrichtenagenturen wie etwa Bloomberg warnen jedoch vor der technisch höchst komplexen Förderung aus diesen Tiefen und vermuten, dass es 5 bis 6 Jahre dauern kann, bis die Erschließung abgeschlossen und mit der Förderung begonnen werden kann. Basierend auf ersten Erfahrungen aus dem benachbarten Kaskida-Ölfeld herrschen weiter Zweifel an den tatsächlich erreichbaren Erträgen.

## Entdeckung
BP ersteigerte das Förderlos für das Tiber-Feld am 22. Oktober 2003. Der Plan zur Erschließung wurde im Juni 2008 angemeldet.
Die Bohrungen in diesem Feld wurden ursprünglich von der von Transocean betriebenen, dynamisch positionierbaren halbtauchenden Bohrplattform Deepwater Horizon durchgeführt. Diese starteten, nach anfänglichen Verzögerungen, im März 2009.
Das Feld wurde am 2. September 2009 der Presse vorgestellt, woraufhin der Börsenkurs von BP-Aktien um 3,7 % stieg.